# جون ر. شامبلس
جون ر. شامبلس (بالإنجليزية: John R. Chambliss)‏ هو عسكري أمريكي، ولد في 23 يناير 1833 في فرجينيا في الولايات المتحدة، وتوفي في 16 أغسطس 1864 في ريتشموند في الولايات المتحدة.